# Черможише
Черможише (словен. Čermožiše) — поселення в общині Жетале, Подравський регіон‎, Словенія.